# Fabio Quagliarella
Fabio Quagliarella (født 31. januar 1983) er en italiensk fodboldspiller, der spiller som angriber for den italienske fodboldklub Sampdoria.
Quagliarella har tidliger repræsenteret blandt andet Juventus, Napoli og ACF Fiorentina. Han står (pr. april 2018) noteret for 25 kampe og syv mål for Italiens landshold.